# الیکایی پشت‌نواری
الیکایی پشت‌نواری (نام علمی: Campylorhynchus zonatus) نام یک گونه از سرده خمیده‌منقارها است.